# 屈鎮強
屈鎮強乃七星螳螂門拳術名師，學藝於黃漢勛；為武林一代名宿，受武術界人士尊重，早在五六十年代屈氏在香港九龍設立拳館，教授北方七星螳螂拳術。及後更成立「七星螳螂鎮武堂」。
屈師好於公開場合表演七星螳螂拳套路——「醉羅漢」，技驚四座，因此有「活羅漢」之稱號。
國術界不少名宿、宗師，與屈師交情甚篤，如：羅漢門葉雨亭、洪家陳漢宗、柔功門夏國璋、同門源汶湝等，皆屬屈鎮強之生前好友。
屈師桃李滿門，享富盛名者眾，其門下弟子，遍佈港九及海外繼承屈氏發揚螳螂派拳術精神。